# Henrique I, o Barbudo
Henrique I (também conhecido como: Henrique I da Silésia; Henrique I da Polônia; Henrique, o Barbudo, em polonês/polaco: Henryk I Brodaty, em alemão: Heinrich der Bärtige; Głogów, 1163 – Krosno Odrzańskie, 19 de março de 1238) foi entre 1201–1238 Duque da Silésia e entre 1232–1238 Duque da Polónia.

## Família
Henrique procedeu da linha dinástica dos Piast. Os seus pais foram Boleslau I da Silésia, o Longo e Adelaide, filha de Berengário de Sulzbach. Henrique teve três irmãos e duas irmãs, dos quais cabem destacar:
- Jaroslau († 1201), Duque de Oppeln e bispo de Breslau e
- Adelaide, casada com Diepoldo III da Morávia.

## Biografia
Depois da morte do seu pai em 1201 Henrique converteu-se no único herdeiro. Em 1202 o seu tio Mieceslau I herdou a região de Oppeln. Depois de um acordo a 22 de novembro do mesmo ano Henrique cedeu a região de Oppeln e teve que aceder à separação do direito de herança mútuo das duas linhas de sucessão, e assim se deu passo à separação em duas linhas:
- Ducado da Silésia (ducatus Slezie) constituído pela Silésia Média e Silésia Baixa.
- Ducado da Oppeln (ducatus Opol), constituído pelas regiões de Oppeln-Ratibor, Beuthen, Pleß, Auschwitz e Sewerien.

Entre 1201 e 1206 conseguiu (segundo se crê) por meios pacíficos uma parte de Grande Polónia incluindo Calísia e na década posterior o Land Lebus. Entre 1222–1223 lutou juntamente com o Duque Conrado I da Masóvia contra os Prussos. Estreitou alianças com a Ordem Teutónica e favoreceu a cessão de Kulmer Land a estes últimos. Supostamente durante um conflito entre as famílias nobres de Grzyfita e Odrowąż em 1225 levou um exército até muito próximo de Cracóvia.
Após morte do Duque polaco Lesco I em 1227 conquistou Cracóvia, juntamente com a Pequena Polónia e Sandomir, bem como a Grande Polónia até ao Warthe e desta forma unificou grande parte da Polónia. Depois das campanhas através da Grande Polónia e a luta pelo trono de Cracóvia, Henrique foi capturado em 1229 por Conrado da Masóvia durante uma celebração religiosa em Spytkowice e mantido em Płock, Masóvia. Foi liberto graças à mediação da Duquesa Edviges mas teve que renunciar a Cracóvia. A partir de 1230 geriu o seu domínio em Oppeln, já que se lhe concedeu a tutela dos filhos menores do Duque Casimiro I.
Após a morte de Ladislau III, que havia sido fora expulso de Cracóvia por Conrado I da Masóvia em 1229, Henrique herdou em 1231 a Grande Polónia e a tutela de Cracóvia. Desta forma converteu-se em príncipe da Polónia, cuja união tanto desejava. Mas esta ânsia levou-o a um novo conflito com o Duque Conrado I da Masóvia da Polónia.
Henrique I favoreceu a ocupação alemã do país, já iniciada por seu pai, e que implicou uma separação cada vez maior da Silésia do resto da Polónia. Fundou as cidades de Złotoryja, Środa Śląska bem como Lwówek Śląski. Também apoiou o trabalho colonizador da Abadia Leubus aplicando a Lei Alemã a algumas das colónias eslavas existentes.
Ao que parece sob a influência da sua esposa Edviges, beatificada posteriormente, fundou o mosteiro de Zisterzienserinnen em Trebnitz e autorizou a fundação e colonização da Abadia Heinrichau por parte de Zisterziensern. Ainda que ele mesmo fosse profundamente religioso, em 1237 foi excomungado por não ceder às pretensões da Igreja no referente à Imunidade eclesiástica. Também teve desavenças com o Bistum Breslau pelos dízimos dos novos colonos alemães.
Após a sua morte em 1238 foi enterrado na igreja-mosteiro de Trebnitz.

## Casamento e descendência
Em 1186 Henrique casou-se com Santa Edviges, filha de Bertoldo IV, duque de Merânia. Fruto desta união nasceram quatro filhos e três filhas, entre eles:
- Henrique II († 1241), duque da Silésia e rei da Polónia
- Conrado († 1235/37)
- Gertrude, noiva de Otão de Wittelsbach, que após a sua morte passaria a ser a abadessa de Trzebnica.